# イワオウギ属
イワオウギ属（イワオウギぞく、学名：Hedysarum、和名漢字表記：岩黄耆属）はマメ科の属の一つ。

## 特徴
多年草または半低木で、まれに低木になる。葉は奇数羽状複葉で、小葉の縁は全縁で小葉の付け根の小托葉を欠く。花は総状花序をなし、色は紅紫色または淡黄色。豆果は節果になり1-数個の小節果からなる。
北半球の温帯から亜寒帯に約100種知られ、日本には2種ある。

## 利用
チョウ目の食用とされる。アルパイン・スウィートベッチ（エスキモーポテト、ワイルドポテト）を含むいくつかの種の球根は、先住民であるイヌイットの他、ネズミ、ハイイログマなどが食べる。ビタミンCが豊富に含まれるため壊血病の予防となる。ただし、種には神経障害ラティリスムを引き起こす神経毒オキサリルジアミノプロピオン酸が含まれている。

## 日本の種
- イワオウギ Hedysarum vicioides Turcz. subsp. japonicum (B.Fedtsch.) B.H.Choi et H.Ohashi var. japonicum (B.Fedtsch.) B.H.Choi et H.Ohashi
- カラフトゲンゲ Hedysarum hedysaroides (L.) Schinz et Thell. -絶滅危惧IA類。

## 海外の種
- アルパイン・スウィートベッチ（エスキモーポテト、ワイルドポテト） Hedysarum alpinum (L.)